# Icaro Technologies
A Icaro Tech é uma empresa brasileira de TI fundada em 1997 por ex-alunos da Unicamp.

## História
A Icaro Tech foi fundada em 1997 por jovens empreendedores, ex-alunos de Engenharia da Computação da Universidade Estadual de Campinas - (Unicamp).
No ano de 2006 firma parceria com a IBM, tornando-se parceira Premier em 2008. No mesmo ano torna-se integrante do Actminds, consórcio brasileiro de exportação de software formado por empresas de TI da região de Campinas.
Em 2008 integra o ranking das Pequenas e Médias Empresas que Mais Crescem, realizada pela Exame PME e das Melhores Empresas para Estagiar, promovida pelo CIEE.
No início de 2009, conquista a certificação MPS.Br nível "F".

## Unidades
- Brasil
  - Campinas (Matriz)
  - São Paulo
  - Rio de Janeiro
- Estados Unidos
  - Miami